# Суситна (Аљаска)
Суситна (енгл. Susitna) насељено је место без административног статуса у америчкој савезној држави Аљаска.

## Демографија
По попису из 2010. године број становника је 18, што је 19 (-51,4%) становника мање него 2000. године.
| Група             | 2000.      | 2010.       |
| Белци             | 33 (89,2%) | 18 (100,0%) |
| Афроамериканци    | 0 (0,0%)   | 0 (0,0%)    |
| Азијати           | 0 (0,0%)   | 0 (0,0%)    |
| Хиспаноамериканци | 0 (0,0%)   | 0 (0,0%)    |
| Укупно            | 37         | 18          |